# Cocos (kommun)
Cocos är en kommun i Brasilien.   Den ligger i delstaten Bahia, i den östra delen av landet, 300 km öster om huvudstaden Brasília. Antalet invånare är 18 182.
Omgivningarna runt Cocos är huvudsakligen savann. Trakten runt Cocos är nära nog obefolkad, med mindre än två invånare per kvadratkilometer.